# 秘密戰爭 (2015年漫畫)
《秘密戰爭》（英語：Secret Wars），是漫威漫畫於2015年至2016年連載作品，由喬納森·希克曼編劇，埃斯德·雷比奇繪製。故事主要描述「主宇宙」616號宇宙與「終極宇宙」1610號宇宙相撞（入侵），導致兩個宇宙摧毀。末日博士利用超越者力量把各宇宙的碎片拼湊起來，以「末日神君」的稱號創造並統治新世界「戰鬥世界」，倖存的英雄們都在這個世界展開激戰。
預定於2027年上映的漫威電影宇宙系列電影《復仇者聯盟：秘密戰爭》改編自本作漫畫。

## 劇情

### 第一期
當末日博士（故事主角）、奇異博士和分子人與超越神族對戰，為拯救多元宇宙盡最後的努力時，1610號宇宙和616號宇宙的最後一次對撞（入侵）開始發生了。來自各個宇宙的英雄相互對戰。驚奇先生和造物者（1610號宇宙的驚奇先生）與小部分的同伴制定了在大災難中生存的計畫；驚奇先生挑選認為幫到忙的英雄和重要科學家們，而造物者則打算拯救自己和陰謀教團。造物者將末日武器和明日之子送往616號宇宙。黑蝠王、火箭浣熊、格魯特、黑寡婦、女蜘蛛人和野獸被殺，史塔克大廈也被摧毀。同時，金霸王在酒吧裡舉辦了一場派對，讓一眾反派喝著酒、興高采烈地通過電視觀看入侵。此時，制裁者趕到酒吧打斷了他們的雅興，並殺死了在場所有反派。
多面體開始將被選上的英雄傳送至由一部分生命法庭的皮膚來建造的末日方舟「救生筏」（Life Raft），包括星爵、蜘蛛人、珍·佛斯特和卡蘿·丹佛斯。獨眼龍與鳳凰之力融合並摧毀了明日之子，然後被傳送到救生筏上。驚奇先生和黑豹駕駛救生筏到達兩個宇宙對撞的中心點。期間救生筏破裂，載有隱形女、石頭人和大部分年輕的未來基金會成員的救生筏殘骸墜落。他們在驚奇先生上前拯救前已經消散。當兩個宇宙對撞時，世界漸漸變成一片白色的虛空，最終兩個宇宙化為無數的碎片漂浮。此時，末日博士的面具從白色虛空中顯現出來，然後白色虛空徹底化為一片黑暗。救生筏最終停在了一顆神祕的星球上。

### 第二期
一位新的雷神加入了由不同宇宙的雷神組成的警察部隊「雷神軍團」。來自至高阿瓦隆（Higher Avalon）的年輕雷神講述了末日神君（God Emperor Doom）如何創造世界的故事。至高阿瓦隆的雷神和老雷神前往驚惡角（Bar Sinister），將其領主驚惡先生帶到末日城堡。末日神君在世界樹上的王座上統治世界。驚惡先生被指控秘密與烏托邦領主亥伯龍密謀攻打至高阿瓦隆。驚惡先生選擇與指控者布萊恩·布拉多克進行決鬥並擊敗了他。在驚惡先生發出致命一擊前，末日神君介入阻止了驚惡先生。末日神君表示謀反者曾提及布拉多克的名字，質疑布萊恩也是謀反者之一。至高阿瓦隆領主詹姆斯·布拉多克男爵為了拯救他的弟弟，向末日神君坦白承認自己所犯下的罪行。末日神君本來想將布拉多克一家族誅，但經妻子蘇·史東勸說下改為將詹姆斯放逐到南境長城（Shield），一道保護末日神君的王國免受外界侵襲的巨大的城牆。末日神君同時任命布萊恩成為新任至高阿瓦隆領主。至高阿瓦隆的雷神和老雷神護送詹姆斯男爵前往南境長城，在那裡他跳下城牆之外的死寂之地（Deadlands），與猛毒和一大支喪屍軍團戰鬥而死。
在烏托邦王國，部長亞歷克斯·鮑爾發現了一個因「地震」而被揭露的物體：來自1610宇宙的救生筏。瓦萊莉亞告訴史傳奇治安官，救生筏的物質年齡比末日神君創世之前還要古老。史傳奇命令至高阿瓦隆的雷神和老雷神在發現地點周圍實施隔離。現場的一名挖掘工人無意間打開了救生筏艙門，老雷神被救生筏裡面的人扔出的武器殺死。年輕的雷神逃走並向史傳奇治安官報告了所發生的事。當他離開時，陰謀教團和造物者從救生筏中出來。薩諾斯掐著挖掘工人的脖子問道他們身在何方，而挖掘工人告知他們現在位於戰鬥世界（Battleworld）。

## 其他媒體

### 電影
- 漫威電影宇宙
  - 《奇異博士2：失控多重宇宙》（2022年）：史蒂芬·史傳奇和838宇宙的克莉絲汀·帕瑪到訪了受到入侵事件影響的宇宙。電影結尾，來自黑暗次元的魔法師克莉向史傳奇透露，他的行為引發了另一次入侵，隨後史傳奇跟著她進入了黑暗次元。[2]
  - 《復仇者聯盟：秘密戰爭》（2027年）[3][4]

### 遊戲
- 《MARVEL未來之戰》：手機遊戲，「秘密戰爭」為遊戲中的劇情線之一。[5]
- 《蜘蛛人：飛越無限（英语：Spider-Man Unlimited）》：基於「秘密戰爭」和「蜘蛛島」版本的角色出現於遊戲之中。
- 《漫威：最強英雄》：「秘密戰爭」為遊戲中的劇情線之一。[6]
- 《漫威：復仇者聯盟（英语：Marvel: Avengers Alliance）》：「入侵事件」為遊戲中的劇情線之一。
- 《MARVEL 決戰前線》：遊戲中出現「秘密戰爭」的角色。
- 《漫威英雄：終極聯盟3》：末日神君是擴充票的最終頭目。
- 《MARVEL：英雄之域（英语：Marvel Realm of Champions）》：故事背景設定在由多個平行宇宙組成的戰鬥世界。
- 《MARVEL未來革命》：遊戲直接改編了漫畫《秘密戰爭》的故事情節。遊戲中「入侵」被稱為「融合」。